# Bernhard Homeister
Bernhard Homeister, auch Hohmeister oder Hofmeister, (* um 1538; † 13. Juli 1614) war Bürgermeister von Hannover, Autor und Chronist sowie bedeutender Stifter von Bibliotheks-Archivalien.

## Leben

### Familie
Bernhard Homeister war der Sohn des Bürgermeisters Bartold Homeister und entstammt wie dieser dem im ältesten Hausbuch der Stadt Hannover erwähnten Hans Hovemeister sowie dessen „möglicherweise aus der Familie Volger stammenden Ehefrau Anna“. Bernhard Homeister war verheiratet mit einer Tochter des Bürgermeisters Heiso Grove.

### Werdegang
Ähnlich wie sein Vater besuchte Bernhard Homeister 1551–1555 die Schule in Wittenberg und studierte dann an der Universität Wittenberg bis 1559. Im Anschluss ging er nach Speyer, blieb dort bis 1591 und erhielt im selben Jahr ein Notariat.
Zurück in seiner Heimatstadt Hannover wurde Homeister 1771 zum Geschworenen, 1574 zum „Feuerherrn“ (bis 1579), 1581 wiederum zum Geschworenen gewählt. Nach dem Tod seines Schwiegervaters wurde Homeister 1587 zum Bürgermeister gewählt und in dieser Stellung bis 1610 immer wieder bestätigt, bis er am 29. November 1611 resignierte.
Homeister starb kinderlos rund vier Wochen nach seiner Ehefrau und wurde – ebenso wie sein Vater – auf dem Alten St.-Nikolai-Friedhof in Hannover begraben. Christian Ulrich Grupen hatte seinen Grabstein noch gekannt.

## Nachlass und Bedeutung
Bernhard Homeister war der erste Hannoveraner, der ein Tagebuch hinterlassen hat. Sein „Diarium gestae“ für die Jahre 1550 bis 1591 wurden 1860 als „Aufzeichnungen zur Geschichte der Stadt Hannover“ herausgegeben.
Vor allem wurde Homeister jedoch bekannt durch seinen handschriftlichen, 87 Bände umfassenden Nachlass einer enzyklopädischen Sammlung auf den Bereichen Geschichte, Erdkunde, Literatur, Theologie, Naturwissenschaften, Philosophie, Medizin, Astronomie, Genealogie und Pädagogik. Die Sammlung gelangte gemeinsam mit der Bibliothek der Kreuzkirche anfangs in die Stadtbibliothek Hannover und von dort in das Stadtarchiv Hannover.
Einige zusätzliche Bände von Homeister gelangten schon im 18. Jahrhundert in die Herzog August Bibliothek in Wolfenbüttel, wo sich auch sein „Chronicon Hannoveranum consulis Bernhardi Homeister“ befindet, eine Chronik, die Homeister unter Verwendung der städtischen Amtsbücher retrospektivisch verfasst hat für den Zeitraum von 784 bis 1614.
Eine in engem Zusammenhang mit der Büchersammlung stehende private Bibliothek Homeisters ist in der Ratsbibliothek aufgegangen, die heute Bestandteil der Stadtbibliothek Hannover ist.

## Werke
- Chronicon Hannoveranum consulis Bernhardi Homeister 784–1614
- Bernhardi Homeister Diarium eorum, quae in et circa Hannoveram sunt gesta ab anno 1550 que ad 1590
- Catalogus Consulum Hannoverensium